# Olios benitensis
Olios benitensis là một loài nhện trong họ Sparassidae.
Loài này thuộc chi Olios. Olios benitensis được Mary Agard Pocock miêu tả năm 1899.